# Myra Warhaftig

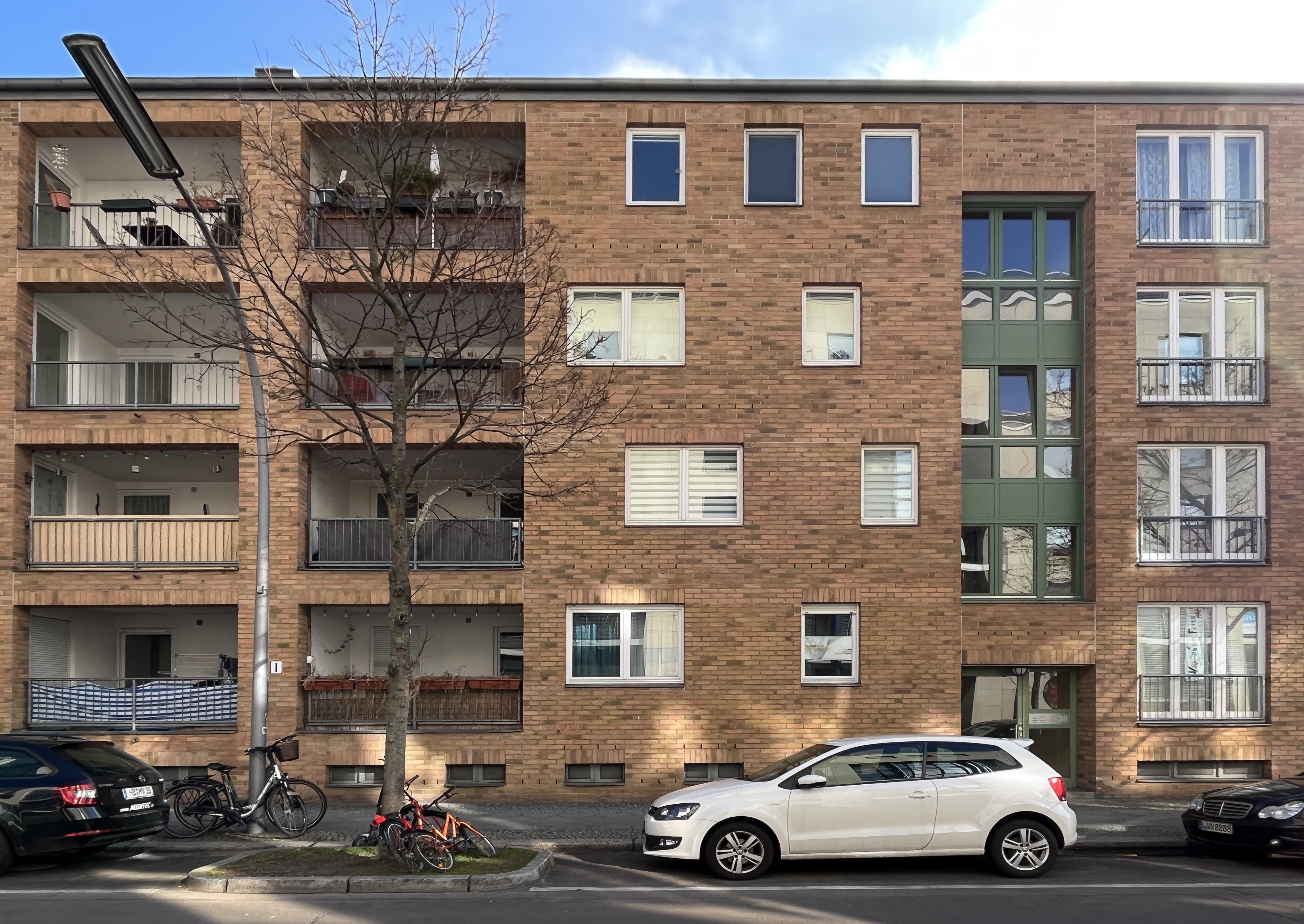
Immeuble résidentiel, Dessauer Straße 38-40, Myra Warhaftig

Myra Warhaftig née le 11 mars 1930 à Haïfa (Palestine mandataire), morte le 4 mars 2008 à Berlin est une architecte féministe allemande. Elle œuvre successivement dans deux directions qui correspondent à deux périodes de sa vie : en tant qu'architecte, elle s'oriente vers des bâtis qui prennent en compte les modes de vie des femmes ; en tant qu'historienne de l'architecture, elle met en lumière les architectes juifs disparus en raison des lois raciales des années 1930-1940 en Allemagne.

## Biographie
Myra Warhaftig, née en 1930,  grandit à Haïfa. Ses parents originaires de Pologne se sont installés en Palestine après la Première Guerre mondiale. Ils font construire leur maison par l'architecte moderniste Max Loeb. Après des études d'architecture au Technion de Haïfa, elle s'installe à Paris en 1955. Elle travaille avec Auguste Perret puis avec les architectes Georges Candilis, Alexis Josic et Shadrach Woods. En 1963, le cabinet d'architecture remporte le concours international pour la construction l'Université libre de Berlin. Shadrach Woods ouvre une antenne  avec Manfred Schiedhelm (de) à Berlin. De 1967 à 1973, Myra Warhaftig travaille à Berlin sur le nouveau bâtiment de l'université à Berlin. Les façades en acier Corten sont conçues avec Jean Prouvé. L'originalité du projet consiste à bâtir des modules en forme de cubes de 2,26 m d'arête, qui peuvent être réagencés à volonté selon les besoins de la journée. 

### Une architecture pensée en fonction des femmes
En charge de deux filles, elle concilie vie de famille et travail en prenant un poste d'assistante universitaire. En 1978, elle soutient la thèse Die Behinderung der Emanzipation der Frau durch die Wohnung und die Möglichkeit zur Überwindung (« Obstacle à l'émancipation de la femme par le logement, et solution pour le surmonter ») à l'université technique de  Berlin sous la direction de Julius Posener.
Elle remet en question la cuisine exiguë qui isole la mère de famille chargée des tâches ménagères, la grande chambre pour le couple et les petites chambres pour les enfants. Elle propose un espace central qui fait office de cuisine et salon. Les chambres de même dimension sont directement accessibles depuis cet espace commun. C'est sur ce modèle qu'elle construit en 1993 un immeuble d'appartements à Berlin-Kreuzberg, sur la Dessauer Straße 38–40, dans le cadre de l'Internationale Bauausstellung (IBA) (de) de Berlin-Ouest.
L'immeuble de quatre étages présente une façade en briques donnant sur la rue et une simple façade en plâtre donnant sur la cour intérieure verdoyante. Elle divise les 24 appartements en trois zones : les pièces à vivre donnent sur la rue, les chambres donnent sur la cour-jardin. Entre les deux espaces, on trouve la cuisine-salon éclairée par des loggias. C'est le seul immeuble qu'elle construit.

### Réhabilitation des architectes juifs allemands
Myra Warhaftig consacre ensuite sa vie à la recherche sur la vie et l'œuvre des architectes juifs allemands avant et après 1933.
Forcés à l'exil ou à l'internement par le nazisme, de nombreux architectes juifs ont été oubliés par l'historiographie de l'architecture. Ce sont principalement des architectes de villas, de théâtres, d'hôpitaux, de lotissements, de grands magasins berlinois. Myra Warhaftig les recherche un par un dans le monde entier. Ce travail minutieux est effectué sur une vingtaine d'années. Il aboutit à deux ouvrages, à des expositions et des séminaires sur ces architectes. En 2005, Myra Warhaftig publie un dictionnaire recensant 500 architectes juifs. Elle fonde une association pour la recherche sur la vie et l'œuvre des architectes juifs germanophones (Gesellschaft zur Erforschung des Lebens und Wirkens deutschsprachiger jüdischer Architekten) qui est toujours active en juin 2025.

## Réalisations
- Immeuble résidentiel Dessauer Straße 39 à Berlin-Kreuzberg 1993

## Publications
- (de) 2,26 mal 2,26 mal 2,26 M. Spiel mit Wohnkuben. Mit einem Vorwort von Jean Prouvé, Karl Krämer Verlag, 1969
- (de) Die Behinderung der Emanzipation der Frau durch die Wohnung und die Möglichkeit zur Überwindung, Berlin, Université technique de Berlin, 1978 (ISBN 978-3-7609-5114-0)
- (de) Sie legten den Grundstein – Leben und Wirken deutschsprachiger Architekten in Palästina 1918–1948., Berlin, Ernst Wasmuth Verlag, 1996, 978-3-8030-0171-9
- (de) Deutsche jüdische Architekten vor und nach 1933 – das Lexikon., Berlin, Reimer, 2005 (ISBN 3-496-01326-5)
- (de) They Laid the Foundation: Lives and Works of German-Speaking Jewish Architects in Palestine 1918–1948., Berlin, Ernst Wasmuth Verlag, 2007 (ISBN 978-3-8030-0676-9)